# Ivan Paladina
Ivan Paladina (ur. 12 lipca 1983 w Rijece) – chorwacki ekonomista, przedsiębiorca i menedżer, od 2022 do 2023 minister budownictwa, planowania przestrzennego i własności państwowej.

## Życiorys
W 2006 uzyskał magisterium z ekonomii na Uniwersytecie w Zagrzebiu. Pracował w różnych przedsiębiorstwach na stanowiskach menedżerskich i dyrektorskich. Był m.in. zastępcą dyrektora w firmie Razvoj golf i przewodniczącym rady nadzorczej w kompanii Hidroelektra niskogradnja. Prowadził własną firmę Delta savjetovanje, był też członkiem zarządu, a w latach 2015–2017 prezesem przedsiębiorstwa Institut IGH, działającego w sektorze budowlanym. Pełnił funkcje dyrektora w spółce Avenue ulaganja i doradcy zarządu banku Hrvatska poštanska banka.
W marcu 2022 (jako bezpartyjny z rekomendacji Chorwackiej Wspólnoty Demokratycznej) został ministrem budownictwa, planowania przestrzennego i własności państwowej w drugim rządzie Andreja Plenkovicia. Zakończył urzędowanie w styczniu 2023.